# Miguel de Zalba
Miguel de Zalba, né à Pampelune, Espagne, vers 1374 et mort le 24 août 1406 à Monaco, est un cardinal espagnol, créé par l'antipape d'Avignon Benoît XIII. Il est un neveu du pseudo-cardinal Martín de Zalba (1390).

## Biographie
Miguel de Zalba étudie à l'université de Bologne. Il a deux prieurés et plusieurs bénéfices. De Zalba est chanoine aux chapitres de Ségovie, de Tudela et Calahorra, racionero de Peralta et curé de Sare. Il est aussi professeur à l'université d'Avignon.
L'antipape Pierre de Lune, Benoît XIII, le crée cardinal au consistoire du 9 mai 1404. Le cardinal de Zalba est élu évêque de Pampelune en 1406. Il accompagne Benoît XIII en Italie, mais de Zalba y meurt de la peste.